# هالفوی هاوس (کالفرنیا)
هالفوی هاوس (به انگلیسی: Halfway House) یک منطقهٔ مسکونی در ایالات متحده آمریکا است که در شهرستان کرن، کالیفرنیا واقع شده‌است. هالفوی هاوس ۳۴۱ متر بالاتر از سطح دریا واقع شده‌است.